# Ray Brown (cầu thủ bóng đá)
Raymond Moscrop Brown (sinh ngày 11 tháng 2 năm 1928) là một cầu thủ bóng đá người Anh, thi đấu cho Queen's Park, Notts County, Third Lanark, Dumbarton, Dunfermline Athletic và Cowdenbeath.